# Kallmünz

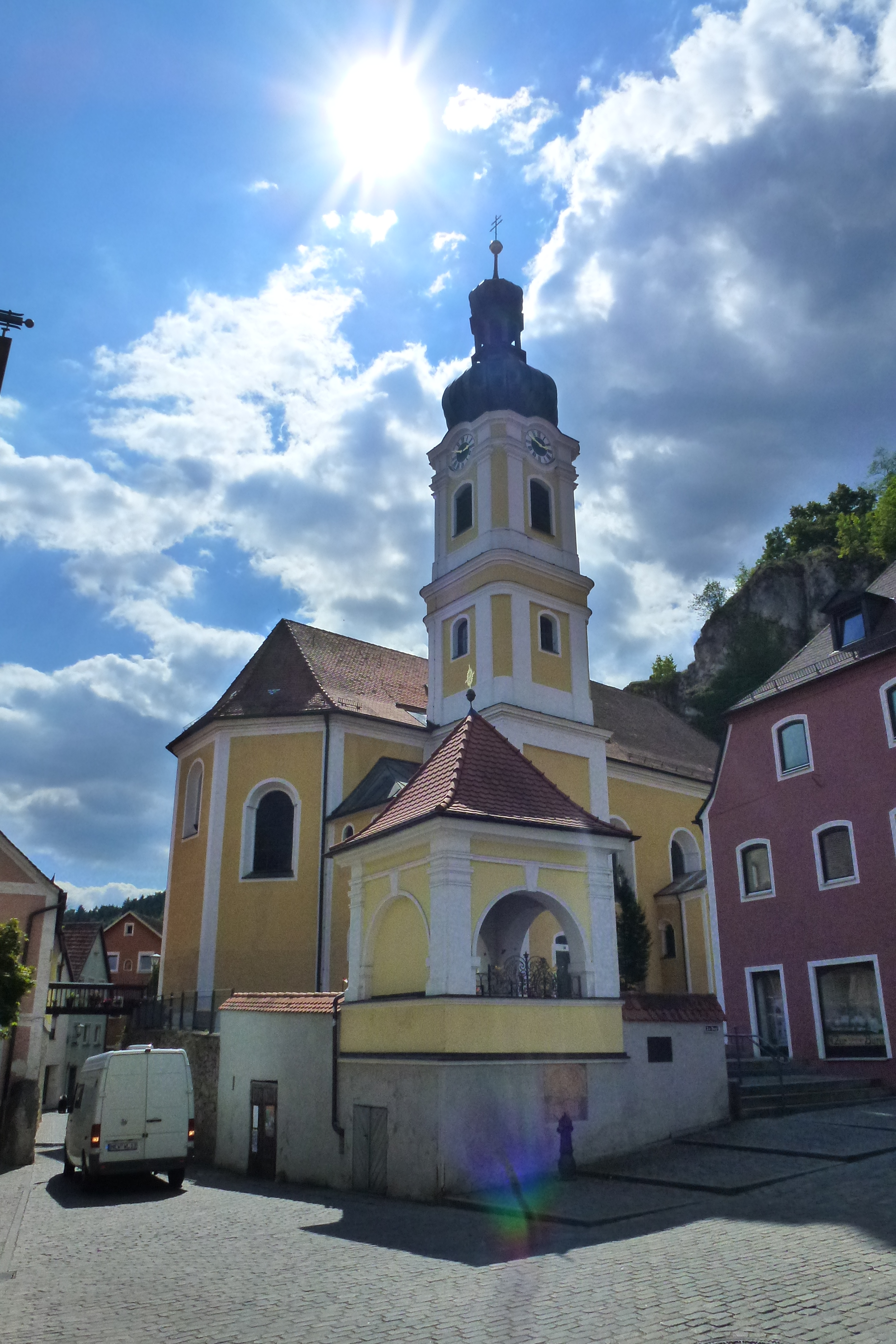
Kościół w Kallmünz

Kallmünz – gmina targowa w Niemczech, w kraju związkowym Bawaria, w rejencji Górny Palatynat, w regionie Ratyzbona, w powiecie Ratyzbona, siedziba wspólnoty administracyjnej Kallmünz. Leży w Jurze Frankońskiej, około 20 km na północny zachód od Ratyzbony, nad rzekami Vils i Naab. Przez gminę przebiega trasa rowerowa pięciu rzek.

## Zabytki
- kamienny most
- ruiny zamku
- średniowieczna starówka

## Dzielnice
W skład gminy wchodzą następujące dzielnice:
- Dinau
- Dallackenried
- Fischbach an der Naab
- Kallmünz
- Krachenhausen
- Mühlschlag
- Rohrbach
- Schirndorf
- Traidendorf